# Albion (Indiana)
Albion – miasto w Stanach Zjednoczonych, w stanie Indiana, siedziba administracyjna hrabstwa Noble.